# Tycherus curtus
Tycherus curtus är en stekelart som beskrevs av Ranin 1983. Tycherus curtus ingår i släktet Tycherus och familjen brokparasitsteklar. Inga underarter finns listade i Catalogue of Life.